# أكسالات الكوبالت الثنائي
أكسالات الكوبالت الثنائي مركب كيميائي لاعضوي صيغته CoC2O4، ويوجد على هيئة صلب وردي فاتح.

## التحضير
يحضر الشكل المائي ثنائي الهيدرات للمركب من تفاعل كلوريد الكوبالت الثنائي مع أكسالات الأمونيوم. أو من تفاعل بروميد الكوبالت الثنائي مع حمض الأكساليك.

## الخواص
يوجد المركب في الشروط القياسية على هيئة صلب وردي فاتح، وهو عملياً غير منحل في الماء. للمركب بنية توجد فيها ذرات الكوبالت في بنية جزيئية ثمانية السطوح.